# Tetraciclina
Tetraciclina é um grupo de antibióticos naturais ou semi-sintéticos usados no tratamento de um amplo espectro de bactérias tanto Gram-negativas quanto gram-positivas e alguns protozoários e até alguns fungos. Não funciona contra vírus. São produzidos por diversas espécies de Streptomyces. As tetraciclinas recebem essa denominação devido à sua estrutura química, formada por quatro anéis.

## História
A tetraciclina foi descoberta por Lloyd Conover da farmacêutica Pfizer. A patente é de 1955.
A primeira tetraciclina foi descoberta no ano de 1948 e recebeu inicialmente o nome de aureomicina, em consequência da coloração dourada do fungo produtor; mais tarde recebeu o nome de clortetraciclina.
A segunda tetraciclina descoberta foi a terramicina, no ano de 1950, e posteriormente denominada oxitetraciclina. A elucidação da estrutura química básica destes antibióticos possibilitou confirmar as semelhanças entre eles.
A partir desse momento, iniciou-se a busca por derivados semi-sintéticos, os quais não possuem diferenças significativas quanto ao espectro de ação; todavia, de modo geral, apresentam melhores características farmacodinâmicas e menor toxicidade. Deste modo, surgiram os seguintes derivados:
•	Demeclocilina (1957);
•	Rolitetraciclina (1958);
•	Metaciclina e Limeciclina (1961);
•	Doxiciclina (1962);
•	Minociclina e lauraciclina (1966).
Em meados de 1983, a tetraciclina era comercializada em comprimidos (500mg). Posteriormente passou a ser comercializada com a designação Tetrex, em cápsulas. 

## Indicações
Pode ser usado contra um amplo espectro de microorganismos:
- Bactérias gram positivas: Streptococcus, Diplococcus, Clostridium e Actinomyces.
- Bactérias gram negativas: Neisseria, Brucellas, Haemophilus, Shigella, Escherichia coli, Bordetella, Klebsiella, Vibrio e Pasteurella.
- Infecções por Espiroquetas, Clamidáceas ou Rickettsias.
- Alguns protozoários como Entamoeba e Trichomonas[3]

Assim pode ser usado para tratar infecções de:
- Pele: Acne, rosácea.
- Oculares: Conjuntivite de inclusão, tracoma.
- Urogenitais: Gonorreia, sífilis, clamídia, cancroide.
- Gastrointestinais: Disenteria, cólera, amebíase, úlcera gástrica, infecção periodontal.
- Respiratórias: Faringite amigdalite, bronquite e algumas formas de pneumonia atípica.
- Sistêmicas: Febre maculosa, febre Q, tifos, actinomicose, brucelose, malária

## Mecanismo de ação
As tetraciclinas são inibidores específicos do ribossoma procariótico (bacteriano). Elas bloqueiam o receptor na subunidade 30S que se liga ao t-RNA durante a tradução gênica. A sua seletividade deve-se ao facto de estas serem mais facilmente acumuladas em células bacterianas do que em células humanas, isto é vantajoso dado que as tetraciclinas são capazes de inibir a síntese proteica em células mamíferas, especialmente ao nível mitocondrial. A síntese de proteínas é, portanto, inibida na bactéria, o que impede a replicação e leva à morte celular.
Há algumas estirpes resistentes por um de dois mecanismos, que adquirem através de genes em plasmídeos de outras bactérias. Um desses genes codifica uma proteína que ativamente expulsa a tetraciclina da célula. O outro codifica uma proteína que se liga ao ribossoma não permitindo a ação do antibiótico.
Funciona melhor quando tomado com o estômago vazio, pelo menos uma a duas horas antes ou depois de uma refeição.

## Membros do grupo
- Doxiciclina
- Eravaciclina (somente IV)[4]
- Minociclina: usada contra Neisseria meningitidis (meningite bacteriana).
- Omadaciclina (aminometilciclina recente)[4]
- Tetraciclina

## Contra-indicações
Não deve ser usado durante a gravidez nem enquanto se amamenta, pois pode causar danos permanentes aos ossos e dentes do bebê. Não deve ser usada por menores de oito anos. Torna menos eficiente alguns pílulas anticoncepcionais. Seu efeito é reduzido quando consumida menos de 2 horas antes ou depois de consumir suplementos vitamínicos ou minerais (especialmente suplementos de cálcio ou ferro), antiácidos ou laxantes. Aumenta a sensibilidade da pele a queimaduras pelo sol.

## Efeitos colaterais
Mais comuns:
- Queimação e cólica
- Sensibilidade a luz solar
- Diarreia
- Coceira
- Boca e língua seca
- Confusão mental (Apenas minociclina)

Raros:
- Dor de cabeça
- Náusea e vômito
- Pele amarelada (temporária)
- Escurecimento da língua (temporário)
- Dor de barriga
- Perda do apetite
- Visão distorcida (temporário)

## Sobredose
Em grandes quantidades causa náusea, vômito, diarreia.